# 손병준
손병준(1995년 10월 14일~)은 대한민국의 장애인 탁구 선수로, 2012년 하계 패럴림픽에서 은메달을 획득했다.